# Brook Lake, Minnesota
Xã Brook Lake (tiếng Anh: Brook Lake Township) là một xã thuộc quận Beltrami, tiểu bang Minnesota, Hoa Kỳ. Năm 2010, dân số của xã này là 233 người.